# 六氰合钴(III)酸盐
六氰合钴(III)氰酸盐，又称钴氰酸盐，是三价钴的氰配合物，化学式为[Co(CN)6]3−，其离子具有Oh对称性。它可用于从核废料中移除放射性的铯同位素。

## 性质
钴氰酸盐性质较为稳定，在溶液中和盐酸、氢氧化钠和一些氧化剂（如H2O2、Cl2）呈惰性。
在紫外线照射下酸性或中性的水溶液中，该配离子会部分分解，放出氰化氢。